# Saarlandpokal 2017/18
Der Saarlandpokal 2017/18 (offiziell: Sparkassenpokal Saar) war die 44. Austragung des saarländischen Verbandspokales im Männerfußball. Der Pokalsieger SV Elversberg qualifizierte sich für den DFB-Pokal 2018/19.

## Teilnehmende Mannschaften
In drei Runden qualifizierten sich insgesamt 61 Mannschaften aus den vier Kreisen des Saarländischen Fußballverbandes – Nordsaar (15), Ostsaar (14), Südsaar (14) und Westsaar (18 Vereine) – für die 4. Runde des Saarlandpokals. Automatisch qualifiziert waren die drei Regionalligisten der Vorsaison (SV Elversberg, FC 08 Homburg, 1. FC Saarbrücken).

## Spielplan

### Vierte Hauptrunde
Die Spiele der vierten Hauptrunde fanden zwischen dem 20. September und dem 11. Oktober 2017 statt.
| Datum                 |                             | Ergebnis              |                                      |
| --------------------- | --------------------------- | --------------------- | ------------------------------------ |
| 20.09.2017, 19:00 Uhr | SG Saarlouis-Beaumarais     | 4:1                   | FV 09 Schwalbach                     |
| 26.09.2017, 19:00 Uhr | SF Bachem-Rimlingen         | 1:3 n. V.             | SpVgg Quierschied                    |
| 27.09.2017, 19:00 Uhr | SF Hüttersdorf              | 6:1                   | SV Wustweiler                        |
| 27.09.2017, 19:00 Uhr | FC Bierbach                 | 0:3                   | SV Losheim                           |
| 27.09.2017, 19:00 Uhr | TuS Wiebelskirchen          | 0:11                  | Borussia Neunkirchen                 |
| 27.09.2017, 19:00 Uhr | SC Wemmetsweiler            | 3:5                   | FC Rastpfuhl                         |
| 27.09.2017, 19:00 Uhr | SV St. Ingbert              | 2:5                   | SV Rohrbach                          |
| 27.09.2017, 19:00 Uhr | SC Altenkessel              | 3:1                   | SV Wahlen-Niederlosheim              |
| 27.09.2017, 19:00 Uhr | VfB Theley                  | 0:2                   | Sportfreunde Köllerbach              |
| 27.09.2017, 19:00 Uhr | FC Beckingen                | 2:1                   | SV Überroth                          |
| 27.09.2017, 19:00 Uhr | SV Gersweiler               | 1:7                   | FSV Viktoria Jägersburg              |
| 27.09.2017, 19:00 Uhr | SV Furpach                  | 1:2                   | FC Noswendel Wadern                  |
| 27.09.2017, 19:00 Uhr | FSG SV 08/DJK Bous          | 0:4                   | SV Saar 05 Saarbrücken               |
| 27.09.2017, 19:00 Uhr | SG Neunkirchen-Nahe/Selbach | 5:3 n. V.             | SV Bliesmengen-Bolchen               |
| 27.09.2017, 19:00 Uhr | SV Bardenbach               | 0:2                   | 1. FC Riegelsberg                    |
| 27.09.2017, 19:00 Uhr | SVGG Hangard                | 2:2 n. V. (4:5 i. E.) | SG Ballweiler-Wecklingen-Wolfersheim |
| 27.09.2017, 19:00 Uhr | SG St. Wendel               | 3:1                   | SF Hostenbach                        |
| 27.09.2017, 19:00 Uhr | SV Mettlach                 | 3:1                   | FC Hertha Wiesbach                   |
| 27.09.2017, 19:00 Uhr | FSG Ottweiler/Steinbach     | 2:4                   | FV 07 Diefflen                       |
| 27.09.2017, 19:00 Uhr | SSC Schaffhausen            | 3:4                   | TuS Herrensohr                       |
| 27.09.2017, 19:00 Uhr | FC Palatia Limbach          | 5:0                   | FSV Hemmersdorf                      |
| 27.09.2017, 19:00 Uhr | SV Beeden                   | 1:3                   | FV Eppelborn                         |
| 27.09.2017, 19:00 Uhr | SV Düren-Bedersdorf         | 1:2                   | SV 09 Bübingen                       |
| 27.09.2017, 19:00 Uhr | VfB Luisenthal              | 0:9                   | SC Friedrichsthal                    |
| 27.09.2017, 19:00 Uhr | SG Perl/Besch               | 4:1                   | VfB Dillingen                        |
| 27.09.2017, 19:00 Uhr | Preußen Merchweiler         | 3:1                   | SC Großrosseln                       |
| 27.09.2017, 19:00 Uhr | SV Baltersweiler            | 1:9                   | SV Habach                            |
| 27.09.2017, 19:00 Uhr | SV Auersmacher              | 1:2                   | FC 08 Homburg                        |
| 27.09.2017, 19:00 Uhr | 1. FC Lautenbach            | 3:1 n. V.             | SG Schiffweiler/Landsweiler-Reden    |
| 27.09.2017, 19:00 Uhr | FV 09 Bischmisheim          | 5:4 n. V.             | Rot-Weiß Hasborn-Dautweiler          |
| 11.10.2017, 19:00 Uhr | SV Röchling Völklingen      | 2:2 n. V. (4:5 i. E.) | 1. FC Saarbrücken                    |
| 0                     | SG Lebach-Landsweiler       | 1                     | SV Elversberg                        |

### Fünfte Hauptrunde
Die Spiele der fünften Hauptrunde fanden zwischen dem 14. und 31. Oktober 2017 statt.
| Datum                 |                             | Ergebnis  |                                      |
| --------------------- | --------------------------- | --------- | ------------------------------------ |
| 14.10.2017, 15:00 Uhr | FC Rastpfuhl                | 0:8       | 1. FC Saarbrücken                    |
| 17.10.2017, 19:00 Uhr | 1. FC Riegelsberg           | 3:2       | Borussia Neunkirchen                 |
| 17.10.2017, 19:15 Uhr | SC Altenkessel              | 1:2       | FC 08 Homburg                        |
| 18.10.2017, 18:30 Uhr | SV Rohrbach                 | 1:8       | SV Elversberg                        |
| 18.10.2017, 19:00 Uhr | FC Beckingen                | 2:4       | SG Ballweiler-Wecklingen-Wolfersheim |
| 18.10.2017, 19:00 Uhr | SG Neunkirchen-Nahe/Selbach | 3:4 n. V. | SC Friedrichsthal                    |
| 18.10.2017, 19:00 Uhr | SV Mettlach                 | 3:5       | TuS Herrensohr                       |
| 18.10.2017, 19:00 Uhr | SV Habach                   | 4:2       | SpVgg Quierschied                    |
| 18.10.2017, 19:00 Uhr | FC Noswendel Wadern         | 6:1       | FC Palatia Limbach                   |
| 18.10.2017, 19:00 Uhr | SG St. Wendel               | 0:3       | Sportfreunde Köllerbach              |
| 18.10.2017, 19:00 Uhr | SF Hüttersdorf              | 0:3       | SV 09 Bübingen                       |
| 18.10.2017, 19:00 Uhr | SV Losheim                  | 1:2 n. V. | FV Eppelborn                         |
| 18.10.2017, 19:00 Uhr | FV 09 Bischmisheim          | 5:1       | SG Saarlouis-Beaumarais              |
| 18.10.2017, 19:00 Uhr | 1. FC Lautenbach            | 1:5       | SV Saar 05 Saarbrücken               |
| 18.10.2017, 19:00 Uhr | Preußen Merchweiler         | 1:0       | FV 07 Diefflen                       |
| 31.10.2017, 19:00 Uhr | SG Perl/Besch               | 0:6       | FSV Viktoria Jägersburg              |

### Achtelfinale
Die Spiele des Achtelfinales fanden zwischen dem 14. und 22. November 2017 statt.
| Datum                 |                        | Ergebnis  |                                      |
| --------------------- | ---------------------- | --------- | ------------------------------------ |
| 14.11.2017, 19:00 Uhr | 1. FC Riegelsberg      | 1:13      | 1. FC Saarbrücken                    |
| 15.11.2017, 19:00 Uhr | SV Habach              | 4:1       | SG Ballweiler-Wecklingen-Wolfersheim |
| 15.11.2017, 19:00 Uhr | SC Friedrichsthal      | 1:2       | Sportfreunde Köllerbach              |
| 15.11.2017, 19:00 Uhr | FV 09 Bischmisheim     | 0:9       | SV Elversberg                        |
| 15.11.2017, 19:00 Uhr | FC Noswendel Wadern    | 4:1 n. V. | FV Eppelborn                         |
| 15.11.2017, 19:00 Uhr | Preußen Merchweiler    | 1:2       | TuS Herrensohr                       |
| 15.11.2017, 19:00 Uhr | SV 09 Bübingen         | 0:1       | FSV Viktoria Jägersburg              |
| 22.11.2017, 19:00 Uhr | SV Saar 05 Saarbrücken | 3:4       | FC 08 Homburg                        |

### Viertelfinale
Die Spiele des Viertelfinales fanden zwischen dem 14. März und dem 4. April 2018 statt.
| Datum                 |                     | Ergebnis |                         |
| --------------------- | ------------------- | -------- | ----------------------- |
| 14.03.2018, 19:00 Uhr | TuS Herrensohr      | 1:3      | SV Elversberg           |
| 14.03.2018, 19:00 Uhr | FC 08 Homburg       | 1:2      | 1. FC Saarbrücken       |
| 14.03.2018, 19:00 Uhr | SV Habach           | 1:3      | FSV Viktoria Jägersburg |
| 04.04.2018, 19:00 Uhr | FC Noswendel Wadern | 1:0      | Sportfreunde Köllerbach |

### Halbfinale
Die Spiele des Halbfinales fanden am 10. und 11. April 2018 statt.
| Datum                 |                         | Ergebnis |                   |
| --------------------- | ----------------------- | -------- | ----------------- |
| 10.04.2018, 18:00 Uhr | FSV Viktoria Jägersburg | 2:6      | 1. FC Saarbrücken |
| 11.04.2018, 17:30 Uhr | FC Noswendel Wadern     | 0:7      | SV Elversberg     |

### Finale
Das Endspiel um den Saarlandpokal fand am 21. Mai 2018 im Rahmen des „Finaltages der Amateure“ in der Ursapharm-Arena an der Kaiserlinde in Spiesen-Elversberg statt.
| Datum                 |               | Ergebnis  |                   |
| --------------------- | ------------- | --------- | ----------------- |
| 21.05.2018, 17:00 Uhr | SV Elversberg | 1:0 (0:0) | 1. FC Saarbrücken |